# سی‌ایر سی‌پلینز
سی‌ایر سی‌پلینز (به انگلیسی: Seair Seaplanes) یک شرکت هواپیمایی است که در تاریخ ۱۹۸۰ میلادی تأسیس شده است. دفتر مرکزی سی‌ایر سی‌پلینز در بریتیش کلمبیا واقع شده‌است و قطب این شرکت هواپیمایی در فرودگاه ونکوور قرار دارد و به ۸ مقصد، پرواز مستقیم انجام می‌دهد.